# ذخیره‌گاه طبیعی پوجا کورما
ذخیره‌گاه طبیعی پوجا کورما (به لاتین: Põhja-Kõrvemaa Nature Reserve) یک منطقه حفاظت‌شده در استونی است که در دهستان کوسالو واقع شده‌است.